# Rutana (provins)
Rutana är en av Burundis 18 provinser. Huvudorten är Rutana. Provinsen har en yta på 1 959 km² och 333 510 invånare (2008).